# Tugurski zaljev
Tugurski zaljev (rus. Тугурский залив) je veliki zaljev u Tuguro-Čumikanskom okrugu Habarovskog kraja, u Rusiji.

## Geografija
Tugurski zaljev nalazi se u sjeverozapadnom dijelu Ohotskog mora, južno od Šantarskih otoka. U njega se ulazi između rta Seneka (istok) i rta Boljšoj Dugandža, koji su međusobno udaljeni 68 km u smjeru zapad-sjeverozapad. Sužava se na oko 19.3 km na sredini, a u kopno ulazi oko 80.5 km u smjeru jug-jugozapad. Rijeka Tugur se ulijeva u dno zaljeva. Istočna i južna strana zaljeva obrasla je gustom šumom.
Zaljev Mamga je ogranak Tugurskog zaljeva koji se nalazi na sjeverozapadnoj strani zaljeva. Na istočnoj strani zaljeva dva su istaknuta rta, rt Bersenjeva na sjeveru i rt Temnji južnije.
Led pokriva površinu mora od kraja listopada ili sredine studenog do srpnja. Najveće morske ijene su 4.5 do 5.5 m, u sjevernom dijelu zaljeva, a do 6.4 m u južnom dijelu. Plimne struje mogu doseći i do četiri čvora u sjevernom dijelu Tugurskog zaljeva, uzrokujući virove i vrtloge. Zaljev je dubok 18 do 37 m na svom ulazu, ali plići od 3.6 m u dnu.

## Povijest
Američki, francuski i ruski kitolovci često su posjećivali zaljev loveći grenlandske kitove između 1852. i 1905. godine. Zvali su ga Shantar Bay. Neki su trgovali s domorocima za losose. Dana 28. srpnja 1854., bark Isabella iz New Bedforda izvijestila je da su čak 94 broda bila vidljiva s njezine palube dok je bila u zaljevu, od kojih je samo pet kuhalo ulje. U zaljevu se dogodilo nekoliko brodoloma. Dana 13. srpnja 1854., led je izbacio brod Silas Richards (454 tone), iz New Bedforda, na obalu na istočnoj strani zaljeva u blizini rta Bersenjeva, nakon čega se brod razbio. Prodan je na plaži za 194 dolara. U lipnju 1856. brod Tarquina (210 tona), iz Honolulua, također je ostao zarobljen u ledu i uništen je, dok je bark Columbus (344 tone), iz New Londona, potopljen u zaljevu 10. kolovoza 1858. Dana 27. srpnja 1867., ruski parobrod naredio je barku Javi iz New Bedforda, pod vodstvom Manuela Enosa, da isplovi iz zaljeva. Nekoliko dana kasnije na brodove bark Endeavour, također iz New Bedforda, pucalo je isto plovilo prije nego što mu je također naređeno da ode. U rujnu 1875. ruski je parobrod zabranio kitolovcu Sydney da lovi kitove u zaljevu. U kolovozu 1885. ruski parobrod ponovno je američkim kitolovcima u zaljevu zabranio kitolov.
U zaljevu su također uspostavljene dvije kitolovne postaje za lov na grenlandske kitove. Prvu je 1862. sagradila Rusko-američka kompanija na jugoistočnoj točki zaljeva Mamga. Godine 1865. prodali su ga Ottu Wilhelmu Lindholmu, koji je dvije godine ranije, 1863., podigao stanicu na istočnoj strani ušća rijeke Tugur na vrhu zaljeva. Obje postaje koristile su jednu ili dvije škune ili posade čamaca raspoređene na dva tjedna za krstarenje u potrazi za kitovima u Tugurskom zaljevu ili susjednim zaljevima. Postaja Tugur zadnji put je korištena 1870., dok je Mamga korištena kao baza za kitolov do 1876. Američki kitolovci posjetili su Mamgu kako bi prodali robu i popravili štetu od leda.

## Divlje životinje
Grenlandski kitovi, nekada brojni, danas su rijetki u Tugurskom zaljevu. Ljeti se beluge okupljaju na vrhu zaljeva kako bi se hranili lososom koji se mrijesti u estuariju rijeke Tugur. Močvarke koriste međuplimno područje na vrhu zaljeva kao usputnu stanicu tijekom svoje ljetno-jesenske migracije. Dvije najzastupljenije vrste su veliki žalar (Calidris tenuirostris) i prutka sabljarka (Xenus cinereus).

## Vanjske poveznice
- Rybalka Tugur Krajolici rijeke Tugur
- Primarni proizvodni procesi u Tugurskom zaljevu Ohotskog mora, Oceanologija 43(3):359-368, svibanj 2003.